# (7197) Pieroangela
(7197) Pieroangela (1994 BH) – planetoida z pasa głównego asteroid okrążająca Słońce w ciągu 4,25 lat w średniej odległości 2,62 j.a. Odkryta 16 stycznia 1994 roku.